# Дзола-Предоза
Дзола-Предоза (итал. Zola Predosa) — город в Италии, располагается в регионе Эмилия-Романья, подчиняется административному центру Болонья.
Население составляет 15 105 человек, плотность населения составляет 408 чел./км². Занимает площадь 37 км². Почтовый индекс — 40069. Телефонный код — 051.
Покровителем населённого пункта считается святитель Николай Чудотворец. Праздник ежегодно празднуется 6 декабря.

## Города-побратимы
- Тимро, Швеция